# ساوریو رانیو
ساوریو رانیو (ایتالیایی: Saverio Ragno; ۶ دسامبر ۱۹۰۲ – ۲۲ آوریل ۱۹۶۹) شمشیرباز اهل ایتالیا بود.
وی در مسابقات کشوری و بین‌المللی در مجموع برندهٔ ۸ مدال طلا، ۷ مدال نقره، ۳ مدال برنز شده‌است.